# NGC 5533
NGC 5533 (другие обозначения — UGC 9133, MCG 6-31-89, ZWG 191.72, IRAS14140+3534, PGC 50973) — галактика в созвездии Волопас.
Этот объект входит в число перечисленных в оригинальной редакции «Нового общего каталога».